# Sinfonia n. 3 (Schubert)
La Sinfonia n. 3 in Re maggiore D 200 fu composta da Franz Schubert tra il 24 maggio e il 19 luglio 1815, pochi mesi dopo il suo diciottesimo compleanno. La prima esecuzione avvenne il 19 febbraio 1881 a Londra. La durata della composizione  è di circa 21-23 minuti.
Schubert vi lavorò in parallelo ad altre opere come il Quartetto vocale Hymne an den Unendlichen (D 232) e i Lieder Der Abend (D 221), Geist der Liebe (D 233) e Tischlied (D 234). Il tempo che il musicista dedicò esclusivamente alla composizione di questa Sinfonia fu di nove giorni.
La Sinfonia fu originariamente concepita per essere eseguita da un'orchestra non professionistica diretta dal violinista Josef Prohaska; in questa orchestra Franz Schubert suonava la viola e si suppone che la composizione sia stata eseguita per la prima volta in privato. La prima esecuzione pubblica ebbe luogo il 19 febbraio 1881 a Londra al Crystal Palace nell'ambito di un'esecuzione di tutte le Sinfonie di Schubert curata dallo studioso George Grove. Il movimento finale era già stato eseguito nel 1865 a Vienna insieme alla Sinfonia Incompiuta.
La composizione fu pubblicata nell'anno 1884 dalla casa editrice Breitkopf & Härtel con l'Edizione completa di tutte le Sinfonie di Franz Schubert curata e redatta da Johannes Brahms.

## Struttura
La sinfonia è costituita dai tradizionali quattro movimenti:
1. Adagio maestoso - Allegro con brio
2. Allegretto in sol maggiore
3. Menuetto. Vivace
4. Presto vivace